# 경찰인재개발원
경찰인재개발원(警察人材開發院, Police Human Resources Development Institute)은 경찰공무원에 대한 교육훈련을 관장하는 대한민국 경찰청의 소속기관이다. 2018년 3월 30일 발족하였으며, 충청남도 아산시 무궁화로 111에 위치하고 있다. 원장은 치안감으로 보한다.

## 연혁
- 1945년 9월 13일: 경찰관 교습소 발족(세종로 미국 대사관).
- 1945년 10월 15일: 조선경찰학교로 개칭(경사급 이상 교육).
- 1946년 2월 1일: 경찰학교로 개칭.
- 1946년 8월 15일: 경찰전문학교로 승격.
- 1949년 9월 19일: 내무부 소속으로 편입. 서울특별시와 각 도에 경찰학교 설치.[2]
- 1972년 2월 22일: 경찰대학으로 개편.[3]
- 1975년 5월 30일: 부속종합학교 설치. 서울특별시와 각 도의 경찰학교를 폐지.[4]
- 1980년 4월 10일: 경찰대학을 경찰종합학교로 개편하고, 내무부 소속으로 새롭게 경찰대학을 설치하여 소속기관으로 편입.[5]
- 1984년 1월 21일: 경찰대학에서 분리하여 내무부 소속으로 별도의 교육기구로 격상.[6]
- 1991년 7월 31일: 경찰청 소속으로 변경.[7]
- 2009년 11월 25일: 경찰교육원으로 개편.[8]
- 2018년 3월 30일: 경찰인재개발원으로 개편.[9]

## 조직

### 원장
- 운영지원과[10]
- 교무과[11]
- 학생과[12]

## 같이 보기
- 대한민국 경찰청
- 경찰대학